# Kerben (Allemagne)
Pour les articles homonymes, voir Kerben.
Kerben est une municipalité du Verbandsgemeinde Maifeld, dans l'arrondissement de Mayen-Coblence, en Rhénanie-Palatinat, dans l'ouest de l'Allemagne.